# Municipio de Limestone (condado de Buncombe)
El municipio de Limestone (en inglés: Limestone Township) es un municipio ubicado en el  condado de Buncombe en el estado estadounidense de Carolina del Norte. En el año 2010 tenía una población de 14.394 habitantes.

## Geografía
El municipio de Limestone se encuentra ubicado en las coordenadas 35°28′43.41″N 82°30′53.44″O / 35.4787250, -82.5148444.